# 争气
《争氣》（英語：My Voice, My Life）是奥斯卡最佳纪录短片奖得主杨紫烨执导的一部纪录片。讲述几位香港“问题学生”在六个月的时间里接受各种挑战，以实现在舞台上表演音乐剧的脱胎换骨之艰苦过程。影片由 L plus H Creations Foundation、 Lee Hysan Foundation、映藝娛樂有限公司出品，安乐电影发行，海报上的“爭气”二字由刘德华亲笔题写。2014年10月16日在港澳上映。截至2015年5月9日香港收獲553万港币票房。

## 獎項
- 影片入选第三届“海峡两岸三地十大华语电影”之列。[2]
- 第9届香港电影导演会年度大奖新晋导演奖